# Danh sách cầu thủ tham dự giải vô địch bóng đá U-17 châu Phi 2015
Mỗi đội đước đăng ký tối đa 21 cầu thủ (trong đó có 3 thủ môn).

## Bảng A

### Guinée
Huấn luyện viên: Hamidou Camara
| 0#0 | Vị trí | Cầu thủ                   | Ngày sinh và tuổi           | Câu lạc bộ               |
| --- | ------ | ------------------------- | --------------------------- | ------------------------ |
| 1   | TM     | Moussa Camara             | 27 tháng 11, 1998 (16 tuổi) | Milo F.C.                |
| 2   | HV     | Mohamed Mory Kourouma     | 8 tháng 3, 1998 (16 tuổi)   | Aide & Action            |
| 3   | HV     | Fode Camara               | 17 tháng 4, 1998 (16 tuổi)  | CEFOMIG                  |
| 4   | HV     | Moussa Soumah             | 1 tháng 1, 1998 (17 tuổi)   | CEFOMIG                  |
| 5   | HV     | Mohamed Camara            | 1 tháng 11, 1998 (16 tuổi)  | Fello Star               |
| 6   | TV     | Alseny Soumah             | 16 tháng 5, 1998 (16 tuổi)  | F.C. Atouga              |
| 7   | TV     | Morlaye Sylla             | 27 tháng 7, 1998 (16 tuổi)  | F.C. Tanerie             |
| 8   | TV     | Abdoul Karim Conte        | 25 tháng 8, 1999 (15 tuổi)  | Aspire Sénégal           |
| 9   | TĐ     | Mohamed Lamine Thorn      | 22 tháng 7, 1998 (16 tuổi)  | Aspire Academy (Conakry) |
| 10  | TĐ     | Naby Bangoura             | 29 tháng 3, 1998 (16 tuổi)  | Falessade                |
| 11  | TV     | Abdoulaye Jules Keita     | 20 tháng 7, 1998 (16 tuổi)  | F.C. Atouga              |
| 12  | TĐ     | Lansana Toure             | 8 tháng 9, 1998 (16 tuổi)   | Atletico                 |
| 13  | TV     | Ibrahima Camara           | 17 tháng 5, 1999 (15 tuổi)  | F.C. Atouga              |
| 14  | TĐ     | Yamodou Toure             | 5 tháng 8, 1998 (16 tuổi)   | Aide & Action            |
| 15  | TV     | Alhassane Soumah          | 23 tháng 10, 1999 (15 tuổi) | Aspire Sénégal           |
| 16  | TM     | Djibril Yattara           | 10 tháng 3, 1998 (16 tuổi)  | Atletico                 |
| 17  | HV     | Aboubacar Toure           | 14 tháng 6, 1998 (16 tuổi)  | Academie Kabassan        |
| 18  | TV     | Ibrahima Junior Doumbouya | 16 tháng 2, 1999 (15 tuổi)  | Horoya A/C               |
| 19  | TĐ     | Sam Diallo                | 28 tháng 4, 1998 (16 tuổi)  | F.C. Atouga              |
| 20  | TV     | Mohamed Drame             | 31 tháng 3, 1998 (16 tuổi)  | Academie Magic           |
| 21  | TM     | Fode Aly Conte            | 15 tháng 3, 1998 (16 tuổi)  | AS Abora                 |

### Niger
Huấn luyện viên: Francisco Castano Benito 
| 0#0 | Vị trí | Cầu thủ                        | Ngày sinh và tuổi           | Câu lạc bộ       |
| --- | ------ | ------------------------------ | --------------------------- | ---------------- |
| 1   | TM     | Abdoul Kahar Issoufou Boubacar | 7 tháng 9, 1999 (15 tuổi)   | Tudize Academy   |
| 2   | HV     | Malick Saidou Gonda            | 28 tháng 12, 1998 (16 tuổi) | Saca Sport       |
| 3   | TĐ     | Ismael Rabiou Lara             | 15 tháng 1, 1999 (16 tuổi)  | Saca Sport       |
| 4   | HV     | Djabiri Ibrahim Mossi          | 10 tháng 10, 1999 (15 tuổi) | Air Academy      |
| 5   | HV     | Abdoulaye Karim Doudou         | 25 tháng 9, 1998 (16 tuổi)  | Unista Soccer    |
| 6   | TV     | Issah Abdoulaye Salou          | 4 tháng 2, 1999 (16 tuổi)   | Sporting Club    |
| 7   | TV     | Mohamed Salifou Moussa         | 16 tháng 11, 1998 (16 tuổi) | Saint Stars F    |
| 8   | TV     | Mahamadou Salifou Godia        | 27 tháng 2, 1999 (15 tuổi)  | Right To Dream   |
| 9   | TĐ     | Issoufou Boubacar              | 12 tháng 8, 1998 (16 tuổi)  | Unista Soccer    |
| 10  | TV     | Souradjou Alhassane            | 1 tháng 1, 1998 (17 tuổi)   | Unista Soccer    |
| 11  | TĐ     | Ibrahim Issoufou Idi           | 27 tháng 11, 1998 (16 tuổi) | Atcha            |
| 12  | TM     | Ismael Salou Hamani            | 15 tháng 7, 1999 (15 tuổi)  | Mano Dayak       |
| 13  | TV     | Almoctar Ide Maiguizo          | 1 tháng 1, 1999 (16 tuổi)   | Air Academy      |
| 14  | HV     | Yahya Sadou Moussa             | 11 tháng 11, 1998 (16 tuổi) | Glow Lamp/Soccer |
| 15  | HV     | Assoumane Djibo Abdoulahi      | 1 tháng 1, 1998 (17 tuổi)   | Aveca Academy    |
| 16  | TM     | Soumaila Daouda Souley         | 23 tháng 10, 1998 (16 tuổi) | AS Nigelec       |
| 17  | TV     | Sanoussi Mahamat               | 1 tháng 1, 1999 (16 tuổi)   | Soko Academy     |
| 18  | HV     | Adamou Ibrahim Djibo           | 13 tháng 8, 1998 (16 tuổi)  | Atcha            |
| 19  | TV     | Moctar Djibrilla Daouda        | 12 tháng 12, 1999 (15 tuổi) | Atcha            |
| 20  | TV     | Moctar Oumar Mahamane          | 1 tháng 1, 1999 (16 tuổi)   | Matassa Academie |
| 21  | TĐ     | Alfousseini Abdoulaye Konate   | 5 tháng 5, 1999 (15 tuổi)   | Soko Academy     |

### Nigeria
Huấn luyện viên: Emmanuel Amuneke
| 0#0 | Vị trí | Cầu thủ               | Ngày sinh và tuổi           | Câu lạc bộ                       |
| --- | ------ | --------------------- | --------------------------- | -------------------------------- |
| 1   | TM     | Amos Benjamin         | 22 tháng 12, 1998 (16 tuổi) | Abuja Football College           |
| 2   | HV     | Lazarus John          | 6 tháng 6, 1998 (16 tuổi)   | Fosla Academy Abuja              |
| 3   | HV     | Abbas Usman           | 10 tháng 7, 1998 (16 tuổi)  | FC Heart Academy                 |
| 4   | HV     | Saddam Awal           | 24 tháng 11, 1998 (16 tuổi) | Unity Academy                    |
| 5   | HV     | Chibueze Kanu         | 14 tháng 9, 1998 (16 tuổi)  | Josey Academy                    |
| 6   | TV     | Kingsley Michael      | 26 tháng 8, 1999 (15 tuổi)  | Abuja Football College           |
| 7   | TV     | Abdullahi Suleiman    | 22 tháng 3, 1998 (16 tuổi)  | Abuja Football College           |
| 8   | TĐ     | Orji Okwonkwo         | 19 tháng 1, 1998 (17 tuổi)  | Abuja Football College           |
| 9   | TĐ     | Victor Osimhen        | 29 tháng 12, 1998 (16 tuổi) | Ultimate Strikers                |
| 10  | TV     | Kelechi Nwakali       | 5 tháng 6, 1998 (16 tuổi)   | ASJ Academy                      |
| 11  | TĐ     | Christian Charles     | 20 tháng 2, 1998 (16 tuổi)  | Orlu Football Academy            |
| 12  | HV     | Maxwell Paul          | 1 tháng 3, 2000 (14 tuổi)   | Everlasting Football Academy     |
| 13  | HV     | Uko Anietie           | 18 tháng 5, 1998 (16 tuổi)  | Nigeria Football Federation U-15 |
| 14  | TĐ     | Nazifi Yahaya         | 16 tháng 12, 2000 (14 tuổi) | Nigeria Football Federation U-15 |
| 15  | HV     | Ayodeji Bamidele      | 3 tháng 9, 1998 (16 tuổi)   | Abuja Football College           |
| 16  | TM     | Akpan Udoh            | 18 tháng 7, 1999 (15 tuổi)  | Remo Football Academy            |
| 17  | TĐ     | Ebere Osinachi        | 4 tháng 4, 1998 (16 tuổi)   | ASJ Academy                      |
| 18  | HV     | Zakari Lukman Halilu  | 23 tháng 12, 1998 (16 tuổi) | Unity Academy                    |
| 19  | TĐ     | Suleiman Muhammed     | 15 tháng 2, 2000 (15 tuổi)  | Nigeria Football Federation U-15 |
| 20  | TĐ     | Chukwueze Samuel      | 22 tháng 5, 1999 (15 tuổi)  | Diamond F.C.                     |
| 21  | TM     | Nwokoecha Chukwuebuka | 2 tháng 8, 1998 (16 tuổi)   | Diamond F.C.                     |

### Zambia
Huấn luyện viên: Chris Kaunda
| 0#0 | Vị trí | Cầu thủ          | Ngày sinh và tuổi           | Câu lạc bộ            |
| --- | ------ | ---------------- | --------------------------- | --------------------- |
| 1   | TM     | Daniel Sikanyika | 29 tháng 12, 1998 (16 tuổi) | Damien Academy        |
| 2   | HV     | Gift Sikaonga    | 24 tháng 12, 1998 (16 tuổi) | Nchanga Rangers F.C.  |
| 3   | HV     | Prosper Chiluya  | 2 tháng 4, 1998 (16 tuổi)   | OYDC                  |
| 4   | HV     | Salati Lungu     | 16 tháng 8, 1998 (16 tuổi)  | Lysa                  |
| 5   | HV     | Wayne Museba     | 12 tháng 11, 1998 (16 tuổi) | Premium Sports        |
| 6   | TV     | Victor Chungu    | 1 tháng 12, 1998 (16 tuổi)  | Lysa                  |
| 7   | TV     | Edwin Chipile    | 17 tháng 6, 1998 (16 tuổi)  | Zesco Malaiti Rangers |
| 8   | TV     | Pumulo Siwanga   | 16 tháng 10, 1998 (16 tuổi) | Chirundu United       |
| 9   | TĐ     | Patson Daka      | 19 tháng 10, 1998 (16 tuổi) | Nchanga Rangers F.C.  |
| 10  | TĐ     | Musonda Siame    | 7 tháng 12, 1998 (16 tuổi)  | Kafue Celtic          |
| 11  | TV     | Enoch Mwepu      | 1 tháng 1, 1998 (17 tuổi)   | Kafue Celtic          |
| 12  | TĐ     | Alfred Chirwa    | 2 tháng 2, 1998 (17 tuổi)   | Intersport            |
| 13  | TV     | Edward Chifwembe | 28 tháng 9, 1998 (16 tuổi)  | Lysa                  |
| 14  | TV     | Ngosa Sunzu      | 19 tháng 6, 1998 (16 tuổi)  | Zesco Victoria Falls  |
| 15  | TĐ     | Stephen Chulu    | 30 tháng 9, 1998 (16 tuổi)  | Kabwe Youth Academy   |
| 16  | TM     | Kakunta Jackson  | 24 tháng 10, 1998 (16 tuổi) | Kabwata Dynamos       |
| 17  | HV     | Garry Mwelwa     | 23 tháng 3, 1999 (15 tuổi)  | Gomes F.C.            |
| 18  | HV     | Kenny Sinkala    | 1 tháng 3, 1998 (16 tuổi)   | F.C. Deejays          |
| 19  | TV     | Mwansa Mwila     | 12 tháng 3, 1998 (16 tuổi)  | Prison Leopards       |
| 20  | TV     | Peter Nyirenda   | 15 tháng 5, 1998 (16 tuổi)  | Zesco Kabwe           |
| 21  | TM     | Albert Mwanza    | 4 tháng 6, 1998 (16 tuổi)   | Lumwana               |

## Bảng B

### Cameroon
Huấn luyện viên: Joseph Atangana
| 0#0 | Vị trí | Cầu thủ                                     | Ngày sinh và tuổi           | Câu lạc bộ                              |
| --- | ------ | ------------------------------------------- | --------------------------- | --------------------------------------- |
| 1   | TM     | Cedric Girex Djomo Tchotcheu                | 20 tháng 12, 1998 (16 tuổi) | Fundesport de Douala                    |
| 2   | HV     | Moussa Kalamou Epesse                       | 23 tháng 1, 1998 (17 tuổi)  | Real Football Academie                  |
| 3   | HV     | Mvondo Jean Vincent                         | 30 tháng 6, 1999 (15 tuổi)  | AS Fortuna de Yaounde                   |
| 4   | HV     | Keita Ouambo Toukam                         | 29 tháng 6, 2000 (14 tuổi)  | Kadji Sport Academy                     |
| 5   | TV     | Martin Loic Ako Assomo                      | 21 tháng 12, 1999 (15 tuổi) | Nkufor Academy Sport                    |
| 6   | TV     | Felix Djoubairou                            | 10 tháng 3, 1998 (16 tuổi)  | Cotnsport F.C. de Garoua                |
| 7   | TĐ     | Fokem Namekong Achille                      | 25 tháng 12, 1999 (15 tuổi) | Union Sportive de Douala                |
| 8   | TV     | Guillaume Morel Ngono Ngoah                 | 13 tháng 10, 1998 (16 tuổi) | Kadji Sport Academie                    |
| 9   | TĐ     | Christian Emmanuel Nguidjol Bayemi          | 25 tháng 12, 1998 (16 tuổi) | Nkufor Academy Sport                    |
| 10  | TĐ     | Moise Sakava Sangola                        | 26 tháng 12, 2000 (14 tuổi) | Maroua F.C.                             |
| 11  | TĐ     | Fabrice Ofon                                | 10 tháng 2, 1999 (16 tuổi)  | Best Stars de Limbe                     |
| 12  | TV     | Pierre Jean Marie Messouke Etiegnie Oloumou | 20 tháng 2, 1998 (16 tuổi)  | Nkufor Academy Sport                    |
| 13  | TĐ     | Stéphane Thierry Zobo                       | 2 tháng 8, 2000 (14 tuổi)   | Azur Star de Yaoundé                    |
| 14  | TĐ     | Steve Kingue                                | 16 tháng 10, 2001 (13 tuổi) | Nkufor Academy Sport                    |
| 15  | TĐ     | Jean Paul Komo Atangana                     | 2 tháng 1, 1999 (16 tuổi)   | Avenir de Yaounde                       |
| 16  | TM     | Gabin Donald Wandji Baba                    | 2 tháng 8, 1999 (15 tuổi)   | Galactique de Douala                    |
| 17  | HV     | Jules Frederic Ngassa Njike                 | 6 tháng 7, 1999 (15 tuổi)   | Esperance Pour Tous Academie de Yaounde |
| 18  | HV     | Martin Hongla Yma Ii                        | 16 tháng 3, 1998 (16 tuổi)  | Nkufor Academy Sport                    |
| 19  | HV     | Thomas Manguele                             | 21 tháng 5, 1998 (16 tuổi)  | AS Stars de Yaounde                     |
| 20  | TĐ     | Mbarga As Nephtali                          | 18 tháng 10, 1998 (16 tuổi) | Acadeamie Roger Mill                    |
| 21  | TM     | Assale Mathieu Augustin                     | 21 tháng 1, 2000 (15 tuổi)  | AS Estuaire de Douala                   |

### Bờ Biển Ngà
Huấn luyện viên: Soualiho Haidara
| 0#0 | Vị trí | Cầu thủ                          | Ngày sinh và tuổi           | Câu lạc bộ                    |
| --- | ------ | -------------------------------- | --------------------------- | ----------------------------- |
| 1   | TM     | Mohamed Ouattara                 | 27 tháng 12, 1999 (15 tuổi) | Societe Omnisports de L'Armee |
| 2   | HV     | Koffi Kouao                      | 20 tháng 5, 1998 (16 tuổi)  | ASec Mimosas                  |
| 3   | HV     | Nategue Lassina Ouattara         | 23 tháng 12, 1998 (16 tuổi) | Leader Foot Academy           |
| 4   | HV     | Aboubacar Sidiki Kouyate         | 3 tháng 11, 1998 (16 tuổi)  | Cub Omnisports de Bouafle     |
| 5   | HV     | Zie Mohamed Ouattara             | 9 tháng 1, 2000 (15 tuổi)   | Copa F.C.                     |
| 6   | TV     | Trazie Thomas Zai                | 1 tháng 7, 1999 (15 tuổi)   | F.C. Nansiara                 |
| 7   | TĐ     | N'Guessan Jonas Kouadio          | 22 tháng 2, 1998 (16 tuổi)  | Club Omnisports de Bouafle    |
| 8   | TV     | Idrissa Doumbia                  | 14 tháng 4, 1998 (16 tuổi)  | F.C. Anderlecht               |
| 9   | TV     | Loph Willy Gohore                | 10 tháng 10, 2001 (13 tuổi) | Sirocco de San Pedro          |
| 10  | TĐ     | Baba Lamine Traore               | 16 tháng 6, 1998 (16 tuổi)  | Afad Djekanou                 |
| 11  | TĐ     | Ange Dominique Konan             | 13 tháng 1, 1998 (17 tuổi)  | Club Omnisports de Bouafle    |
| 12  | TĐ     | Abdel Latif Bamba                | 17 tháng 1, 1998 (17 tuổi)  | Athletic Adjame               |
| 13  | TĐ     | Abdoul Karim Diaby               | 1 tháng 1, 1999 (16 tuổi)   | Union Africaine F.C.          |
| 14  | TV     | Kouassi Yannick Jordan Ouedraogo | 8 tháng 3, 1998 (16 tuổi)   | SC Gagnoa                     |
| 15  | TV     | Dro Narcisse Ble                 | 30 tháng 5, 1998 (16 tuổi)  | Club Omnisports de Bouafle    |
| 16  | TM     | Moussa Baba Bamba                | 23 tháng 10, 2001 (13 tuổi) | Stade F.C.                    |
| 17  | HV     | Ange Fabrice Nimba               | 20 tháng 12, 1998 (16 tuổi) | Zuenoula                      |
| 18  | TV     | Jean Patrick Gnako               | 31 tháng 12, 2000 (14 tuổi) | F.C. Osa                      |
| 19  | HV     | Romaric Kone                     | 15 tháng 12, 1998 (16 tuổi) | Kandadji Sports               |
| 20  | HV     | Abdoul Yvann Diallo              | 11 tháng 5, 1999 (15 tuổi)  | Bouake F.C.                   |
| 21  | TM     | Ange Mandanda Tanoh              | 24 tháng 12, 1999 (15 tuổi) | ES Bingerville                |

### Mali
Huấn luyện viên:Baye Ba
| 0#0 | Vị trí | Cầu thủ            | Ngày sinh và tuổi           | Câu lạc bộ             |
| --- | ------ | ------------------ | --------------------------- | ---------------------- |
| 1   | TM     | Samuel Diarra      | 11 tháng 8, 1998 (16 tuổi)  | ASKO                   |
| 2   | HV     | Abdoul Karim Danté | 29 tháng 10, 1998 (16 tuổi) | Jeanne D'Arc de Bamako |
| 3   | TV     | Siaka Bagayoko     | 4 tháng 7, 1998 (16 tuổi)   | Djoliba AC de Bamako   |
| 4   | HV     | Dramane Simpara    | 5 tháng 5, 1998 (16 tuổi)   | Cs Duguwolofila        |
| 5   | TV     | Mamadou Sangare    | 19 tháng 2, 1998 (16 tuổi)  | COB                    |
| 6   | HV     | Ismael Traore      | 2 tháng 1, 1998 (17 tuổi)   | CSK                    |
| 7   | TĐ     | Sidiki Maiga       | 28 tháng 12, 1998 (16 tuổi) | AS Real de Bamako      |
| 8   | HV     | Moussa Diakite     | 17 tháng 12, 1998 (16 tuổi) | ASKO                   |
| 9   | TĐ     | Aly Malle          | 3 tháng 4, 1998 (16 tuổi)   | Black Stars            |
| 10  | TĐ     | Mohamed Haidara    | 31 tháng 12, 1998 (16 tuổi) | Djoliba AC de Bamako   |
| 11  | TĐ     | Boubacar Traore    | 24 tháng 5, 1998 (16 tuổi)  | Jeanne D'Arc de Bamako |
| 12  | TĐ     | Sory Ibrahim Keita | 5 tháng 2, 1998 (17 tuổi)   | F.C. Danaya            |
| 14  | HV     | Cheick Keita       | 23 tháng 11, 1999 (15 tuổi) | Syba Kayes             |
| 15  | HV     | Mamadou Fofana     | 21 tháng 1, 1998 (17 tuổi)  | Stade Malien de Bamako |
| 16  | TM     | Alou Traore        | 23 tháng 1, 1998 (17 tuổi)  | Djoliba AC de Bamako   |
| 17  | TĐ     | Yacouba Fomba      | 28 tháng 9, 1998 (16 tuổi)  | Djoliba AC de Bamako   |
| 18  | TĐ     | Amara Bagayoko     | 20 tháng 12, 1998 (16 tuổi) | Djoliba AC de Bamako   |
| 19  | TV     | Ousmane Traore     | 20 tháng 7, 1998 (16 tuổi)  | Afrik Foot             |
| 20  | TV     | Sékou Koïta        | 28 tháng 11, 1999 (15 tuổi) | US Kita                |
| 21  | TM     | Drissa Kouyate     | 17 tháng 12, 1998 (16 tuổi) | AS Real de Bamako      |

### Nam Phi
Huấn luyện viên: Molefi Petrus Ntseki
| 0#0 | Vị trí | Cầu thủ                      | Ngày sinh và tuổi           | Câu lạc bộ                |
| --- | ------ | ---------------------------- | --------------------------- | ------------------------- |
| 1   | TM     | Sanele Tshabalala            | 12 tháng 5, 1998 (16 tuổi)  | Bidvest Wits              |
| 2   | HV     | Simon Nqoi                   | 28 tháng 6, 1998 (16 tuổi)  | Supersport                |
| 3   | HV     | Riyaaz Ismail                | 5 tháng 1, 1998 (17 tuổi)   | Hellenic F.C.             |
| 4   | HV     | Katlego Mohamme              | 10 tháng 3, 1998 (16 tuổi)  | Supersport                |
| 5   | TV     | Athenkosi Dlala              | 6 tháng 2, 1998 (17 tuổi)   | Supersport                |
| 6   | HV     | Notha Nature Ngcobo          | 10 tháng 1, 1999 (16 tuổi)  | Sundowns Academy          |
| 7   | TV     | Vuyo Mantjie                 | 22 tháng 6, 1998 (16 tuổi)  | Harmony Academy           |
| 8   | TV     | Sibongakonke Ntuthuko Mbatha | 1 tháng 1, 1998 (17 tuổi)   | School Of Excellence      |
| 9   | TĐ     | Luvuyo Katlego Mkatshana     | 20 tháng 4, 1998 (16 tuổi)  | Bidvest Wits              |
| 10  | TV     | Nelson Maluleke              | 1 tháng 4, 1998 (16 tuổi)   | Supersport                |
| 11  | TV     | Gadinkane Malebogo Modise    | 6 tháng 2, 1999 (16 tuổi)   | Sundowns Academy          |
| 12  | TV     | Wiseman Meyiwa               | 27 tháng 12, 1999 (15 tuổi) | Chiefs Academy            |
| 13  | HV     | Thendo Mukumela              | 30 tháng 1, 1998 (17 tuổi)  | Sundowns Academy          |
| 14  | TV     | Liam Jordan                  | 30 tháng 7, 1998 (16 tuổi)  | Bidvest Wits              |
| 15  | HV     | Keanu Gregory Cupido         | 15 tháng 1, 1998 (17 tuổi)  | Diambars                  |
| 16  | TM     | Mondli Mpoto                 | 24 tháng 7, 1998 (16 tuổi)  | Supersport                |
| 17  | TĐ     | Khanyisa Eric Mayo           | 27 tháng 8, 1998 (16 tuổi)  | Supersport                |
| 18  | TĐ     | Edwin Sekhwama               | 2 tháng 1, 1998 (17 tuổi)   | School Of Excellence      |
| 19  | TV     | James Thabiso Monyane        | 30 tháng 4, 2000 (14 tuổi)  | Augusto Palacious Academy |
| 20  | TV     | Reeve Frosler                | 11 tháng 1, 1998 (17 tuổi)  | Bidvest Wits              |
| 21  | TM     | Mxolisi Sizwe Skei           | 3 tháng 2, 1998 (17 tuổi)   | Chiefs Academy            |